# کمونیسم علمی
کومنیسم علمی؛ چگونگی گذار از سرمایه‌داری به نظام جمعی و اشتراکی   
کمونیسم، در لغت به معنای مرام و اصول اشتراکی و جامعه بی طبقه  و در اصطلاح به جنبشی گفته می‌شود که هدف نهایی آن، ایجاد جامعه‌ای است که در آن مالکیت خصوصی لغو شده و طبقات اجتماعی، پول و دولت وجود ندارد.
مسئله‌ای که نظریه کمونیسم علمی به آن می‌پردازد، صرفاً روش و چگونگی گذرِ جامعه سرمایه‌داری به جامعه سوسیالیستی است. چرا که در کمونیسم علمی عبور از سرمایه‌داری به کمونیسم به عنوان یک پیش فرض و یک جریان اجتناب ناپذیر، قانونمندانه و اجباری پذیرفته شده که هیچ چیز نمی‌تواند مانع انجام آن شود.
در تصویری که محمد تقی مصباح یزدی از این نظریه ارائه می دهد ، کمونیسم علمی دارای چند مرحله با ویژگی‌ها و احکام ویژه خود است.
از منظرکمونیسم، جامعه انسانی در عصر سرمایه‌داری از چند عنصر تاثیرگذار تشکیل شده است. در این عصر کل جامعه به دو طبقه‌ی بزرگِ کارفرما (بورژوازی) و کارگر (پرولتاریا) تقسیم می‌شود، دو طبقه‌ای که همواره در مقابل و متضاد هم  هستند.

## دولت
کمونیسم علمی دولتِ عصر سرمایه‌داری را نماینده و کارگزار طبقه سرمایه‌دار می‌داند که با حفظِ قدرت این طبقه‌ی استثمارگر، باعث تسلط آن بر جامعه می‌شود.

## روحانیت
روحانیت هم عنصری است که کمونیسم آن را در خدمت منافع کارفرما و سرمایه‌دار می‌بیند و معتقد است روحانیت با عوام فریبی و با استناد به احکام اجتماعی دین و سنت امتحان و ابتلاء صفات ناپسندی مانند ظلم پذیری را توجیه کرده و مردم را رام قدرتمندان می‌کند.
اما آنچه که در این نظریه قطعی و اجتناب‌ناپذیر تلقی می‌شود، این است که، قدرت سرمایه‌داران و عوام‌فریبی روحانیت نمی‌تواند مانع سقوط سرمایه‌داری شود و شدت گرفتن نبرد دائمی دو طبقه کارفرما و کارگر به انقلاب اجتماعی و سقوط سرمایه‌داری منجر خواهد شد.
جامعه پس از سقوط سرمایه‌داری وارد مرحله سوسیالیستی می‌شود. مرحله‌ای که ویژگی بارز آن شکل‌گیری دولت مستبد کارگری (دیکتاتوری پرولتاریا) است. دولتی که توسط آن طبقات دارا و توانگر تصفیه و سرکوب می‌شوند و با مصادره اموال سرمایه‌داران مالکیت خصوصی را از بین برده و باعث شکل‌گیری نظام جمعی (سوسیالیسم دولتی) می‌شوند، که در آن هر کس به مقدار توانایی‌اش کار کرده و مزد می‌گیرد. دراین دوره تمام تلاش خود را برای از بین بردن دین می‌کنند.
اما این مرحله موقتی و گذر است، چرا که هنوز نواقصی دارد، از جمله اینکه؛ دارای دولتی است که اقتصاد جامعه را مدیریت می‌کند و هنوز مالکیت خصوصی بر کالاهای مصرفی وجود دارد.
مرحله نهایی در کمونیسم علمی، جایی است که کمونیسم به معنای اخص آن شکل می‌گیرد و به دلیل ویژگی‌های خاصی که دارد پایدار و ماندگار و منزلگاه همیشگی بشریت خواهد بود.
در جامعه آرمانی کمونیسم با از بین رفتن طبقه سلطه‌گر، دولت قدرت خود را از دست داده خود به خود و تدریجی از بین رفته و منحل می‌شود.
وقتی دولتی وجود نداشته باشد انسان‌ها به تدریج عادت می‌کنند قوانین زندگی اجتماعی را رعایت کنند و این چنین می‌شود که هماهنگی اجتماعی- به طور طبیعی و نه با قهر و خشونت قوانین دولتی- شکل می‌گیرد.
از آنجایی که کمونیسم، نظام تقسیم کار را عامل ایجاد مالکیت خصوصی و در نتیجه شکل گیری جامعه طبقاتی می‌داند، از این رو برای رسیدن به جامعه و مالکیت اشتراکی نظام تقسیم کار را از بین می‌برد.
با از بین رفتن نظام تقسیم کار، از طرفی افراد جامعه در زمینه‌های مورد علاقه خودشان تکامل یافته در نتیجه جامعه تولید عمومی را مدیریت می‌کند. از سوی دیگر اختلاف، میان کار فکری و جسمی - که حاصل اختلاف طبقاتی است - از بین رفته و هر کس به میزان نیازش کار کرده و مزد می‌گیرد و این چنین می‌شود که نابرابری اقتصادی هم از بین می‌رود.
اتفاق دیگر در این دوران برابری زنان و مردان و هم تراز شدن زنان با مردان در زمینه کاری می‌شوند و جامعه خلاء ایجاد شده در وظایف خانوادگی را با نگهداری و پرورش همه کودکان - اعم از مشروع و غیرمشروع - را بر عهده می‌گیرد که با از بین رفتن دغدغه مربوط به فرزندان دیگر مانعی برای تظاهرات آزادانه غرایز جنسی وجود نداشته و به تدریج آزادی جنسی شکل می‌گیرد.
تفکر کمونیستی دین را مانع دیده شدن نابرابری‌ها در مناسبات اجتماعی می‌دانند و معتقد است در جامعه کمونیستی با شفاف شدن مناسبات اجتماعی دین خود به خود زایل شده و از بین می‌رود.
آنچه گفته شد تصویری بود که محمد تقی مصباح از فضای فکری کمونیسم ترسیم کردند و البته در نقد و بررسی این نظریه مطالب مبسوطی ارائه کرده‌اند که در این مجال نمی‌گنجد  .
- دهخدا، لغت‌نامه، در سایت اینترنتی واژه یاب، تاریخ بازیابی 23آبان 1400
- مصباح یزدی، محمد تقی، جامعه و تاریخ از دیدگاه قرآن، شرکت چاپ و نشر بین الملل، ایران، تهران؛ 1391
-  مصباح یزدی، محمد تقی، پاسداری از سنگرهای ایدئولوژیک، موسسه در راه حق، 1361
1. ↑  دهخدا، لغتنامه دهخدا، ذیل واژه کمونیزم.
2. ↑  ویکی پدیا، دانشنامه آزاد. پارامتر |عنوان= یا |title= ناموجود یا خالی (کمک); پارامتر |پیوند= ناموجود یا خالی (کمک)
3. ↑  مصباح یزدی، جامعه و تاریخ از دیدگاه قران، 1391ص 270.
4. ↑  مصباح یزدی، جامعه و تاریخ از دیدگاه قران، 1391ص 271.
5. 1 2  مصباح یزدی، جامعه و تاریخ از دیدگاه قران، 1391ص274.
6. ↑  ر.ک، مصباح یزدی، پاسداری از سنگرهای ایدئولوژیک ج2،1361ص49و 66و...؛ مصباح یزدی، ایدئولوژی تطبیقی، ص 22.